# Port Hedland
Port Hedland (na língua kariyarra: Marapikurrinya) é a segunda maior cidade da região de Pilbara no estado da Austrália Ocidental, com uma população de aproximadamente 15 000 habitantes, contando a cidade-satélite de South Hedland a 18 km. é também o lugar do porto de maior tonelagem da Austrália.
A localidade possui uma baía com ancoragem profunda que, além de ser o maior ponto de recepção de combustíveis e contêineres da região, era visto como perfeito para o embarque do minério de ferro extraído no interior. O minério é trazido por ferrovia, que está ligada aos quatro maiores depósitos de minério de ferro a leste e ao sul da região de Port Hedland. Em agosto de 2010, o porto exportou 13 600 000 toneladas de minério de ferro. Em março de 2016 um novo recorde mensal foi batido, com o valor de 39 600 000 toneladas.
Outros grandes recursos disponíveis na região são a extração de gás natural na costa, sal, manganês e a pecuária. A bovinocultura e a ovinocultura foram no passado uma grande fonte de recursos

## História

Extração de minério de ferro na região de Pilbara.

Port Hedland é conhecida pelos aborígenes dos grupos Kariyarra e Nyamal como Marapikurrinya, que tanto pode significar "lugar de água boa", ou como referido pelo conselho local: "as formações de riachos influenciados pelas marés vindo da baía ("marra" - mão, "pikurri" - apontando reto e "nya" - um marcador de topônimo)".
Ainda que a costa da região já tivesse sido explorada no século XVIII, o capitão Peter Hedland foi um dos primeiros europeus a explorar a baixa com o propósito de explorar a baia com o propósito de estabelecer um porto para exportação. Peter Hedland chegou à região em abril de 1863 a bordo de seu navio, Mystery, construído por ele mesmo em Point Walter às margens do Rio Swan. Ele deu à baía o nome de Mangrove e relatou que ela seria um bom atracadouro, bem protegido, com disponibilidade de água doce. Hedland não apontou que a entrada na baía era dificultada em função de um banco de areia que selava a entrada, significando que a entrada só era acessível durante a maré alta e que era difícil adentrar com mau tempo em função da entrada estreita.
Em 1866, o representante do governo em Roebourne, Robert John Sholl, determinou a Charles Wedge que explorasse Port Hedland como porto alternativo, pois, embora Roebourne tivesse sido escolhida como assentamento, a distância dessa cidade da costa era considerada uma desvantagem. Wedge encontrou dificuldades em seus esforços, uma vez que as chuvas eram fortes e as correntes de maré em torno da baía de Mangrove impediram-no de chegar ao local proposto para o porto, de modo a avaliar sua viabilidade. Em 1891, a exploração da área por Tom Traine, John Wedge e Syd Hedley identificou dois pontos de atracagem e descreveram a baía como "um lugar bom e seguro". Em setembro de 1895, residentes de Cossack requereram autorização para construir um  residents requested the District Surveyor to survey the headland at Port Hedland and requested the Government to build a jetty.

### Mineração
A empresa Goldsworthy Mining começou a explorar uma mina de minério de ferro no início da década de 1960 a aproximadamente 100 km a leste de Port Hedland e estabeleceu as localidades de Goldsworthy e mais tarde Shay Gap como cidades mineradoras. Uma ferrovia foi então construída até Port Hedland, onde foi realizada a dragagem para aprofundar e alargar o canal do porto e um cais foi construído no lado oposto ao da cidade, em Finucane Island. O embarque de minério de ferro começou em 27 de maio de 1966, quando a embarcação Harvey S. Mudd zarpou de Port Hedland em direção ao Japão com 24 900 toneladas de minério.
Em 1967, minério de ferro foi descoberto em Mount Whaleback e um empreendimento minerador foi realizado, incluindo o estabelecimento de uma nova cidade: Newman, com 426 km de trilhos da mina ao porto, e o desenvolvimento de equipamento de processamento tanto em Newman, quanto em Port Hedland. Em 1986, a um custo de 87 milhões de dólares, o canal foi novamente dragado para permitir ao porto aumentar a tonelagem dos navios capacitados a ingressar no porto, tornando-o capaz de ser utilizado por embarcações de mais de 250 000 t. Em 2013, estava sendo buscado um financiamento para outra área de minério de ferro, com ferrovia e porto, para um projeto da Roy Hill, exigindo uma linha de 344 km.

### Acidente aéreo em 1968
Em 31 de dezembro de 1968, um Vickers Viscount operado pela MacRobertson Miller Airlines colidiu com o solo próximo à cidade. O avião, oriundo de Perth, voara sem incidentes até 10 minutos antes da aterrissagem em Port Hedland. A aeronave sofreu uma falha catastrófica na longarina da asa direita, que bruscamente separou-se da fuselagem. Todos as 26 pessoas a bordo, inclusos os dois pilotos e dois comissários de bordo, morreram na queda.

### Instalação de detenção de imigrantes
Em 1991, uma instalação de detenção de imigrantes, o "Centro de Recepção e Triagem de Imigrantes de Port Hedland", foi aberto para lidar com o problema dos pedidos de asilo de boat people. Port Hedland era vista como boa localidade para a tarefa, à medida que fica numa área na qual muita gente chegava de barco à Austrália e que possuía um aeroporto internacional que facilitaria os processos de deportação. O centro foi privatizado durante o primeiro período do primeiro-ministro John Howard, no final da década de 1990. O centro foi fechado em 2004 em função dos números decrescentes de pessoas vindas pelo mar buscando asilo. O prefeito solicitou ao governo federal australiano que permitisse à cidade utilizar o centro de detenção para acomodar os novos mineiros chegados à cidade em função do novo boom de mineração. .

## Meio ambiente
A poluição causada pelo pó de minério de ferro excede os padrões nacionais. A taxa de hospitalização por infecções respiratórias está 30% acima da média da Austrália Ocidental.

## Clima
Port Hedland possui um clima semiárido com influências do clima tropical com estação seca. Port Hedland tem clima quente a muito quente o ano todo, com média das máximas de 36,4 °C em janeiro e de 27,1 °C em julho. As temperaturas máximas durante o verão são normalmente moderadas pelo efeito de uma brisa marítima e quente e úmida. Port Hedland é muito ensolarada, com aproximadamente 219 dias claros anuais. O ponto de orvalho nos meses mais quentes varia de 19 °C a 22 °C. A precipitação anual (que ocorre quase exclusivamente entre dezembro e junho) tem média de 311,5 mm mas em função da imprevisibilidade e da irregularidade de ciclones tropicais a cidade está sujeita a algumas das maiores variações já verificadas no mundo. Como exemplo: em 1942, a precipitação foi de 1 040 mm, mas em 1944 o valor anual foi de apenas 32 mm e a cidade ficou por mais de 300 dias sem chuvas. As altas temperaturas experimentadas em Port Hedland durante o verão fazem com que a maioria dos turistas que chegam à cidade escolham visitá-la nos meses menos quentes, entre maio e setembro.
| Dados climatológicos para Port Hedland, Austrália Ocidental | Dados climatológicos para Port Hedland, Austrália Ocidental | Dados climatológicos para Port Hedland, Austrália Ocidental | Dados climatológicos para Port Hedland, Austrália Ocidental | Dados climatológicos para Port Hedland, Austrália Ocidental | Dados climatológicos para Port Hedland, Austrália Ocidental | Dados climatológicos para Port Hedland, Austrália Ocidental | Dados climatológicos para Port Hedland, Austrália Ocidental | Dados climatológicos para Port Hedland, Austrália Ocidental | Dados climatológicos para Port Hedland, Austrália Ocidental | Dados climatológicos para Port Hedland, Austrália Ocidental | Dados climatológicos para Port Hedland, Austrália Ocidental | Dados climatológicos para Port Hedland, Austrália Ocidental | Dados climatológicos para Port Hedland, Austrália Ocidental |
| Mês                                                         | Jan                                                         | Fev                                                         | Mar                                                         | Abr                                                         | Mai                                                         | Jun                                                         | Jul                                                         | Ago                                                         | Set                                                         | Out                                                         | Nov                                                         | Dez                                                         | Ano                                                         |
| ----------------------------------------------------------- | ----------------------------------------------------------- | ----------------------------------------------------------- | ----------------------------------------------------------- | ----------------------------------------------------------- | ----------------------------------------------------------- | ----------------------------------------------------------- | ----------------------------------------------------------- | ----------------------------------------------------------- | ----------------------------------------------------------- | ----------------------------------------------------------- | ----------------------------------------------------------- | ----------------------------------------------------------- | ----------------------------------------------------------- |
| Temperatura máxima recorde (°C)                             | 49,0                                                        | 48,2                                                        | 45,9                                                        | 42,4                                                        | 38,8                                                        | 35,5                                                        | 34,4                                                        | 36,8                                                        | 42,2                                                        | 46,9                                                        | 47,4                                                        | 47,9                                                        | 49,0                                                        |
| Temperatura máxima média (°C)                               | 36,4                                                        | 36,2                                                        | 36,7                                                        | 35,2                                                        | 30,6                                                        | 27,6                                                        | 27,1                                                        | 29,2                                                        | 32,3                                                        | 34,8                                                        | 36,2                                                        | 36,6                                                        | 33,2                                                        |
| Temperatura mínima média (°C)                               | 25,6                                                        | 25,5                                                        | 24,5                                                        | 21,4                                                        | 17,2                                                        | 14,1                                                        | 12,3                                                        | 13,1                                                        | 15,4                                                        | 18,4                                                        | 21,3                                                        | 24,0                                                        | 19,4                                                        |
| Temperatura mínima recorde (°C)                             | 18,1                                                        | 16,3                                                        | 15,8                                                        | 12,2                                                        | 7,0                                                         | 4,7                                                         | 3,2                                                         | 3,7                                                         | 7,7                                                         | 11,1                                                        | 12,4                                                        | 16,6                                                        | 3,2                                                         |
| Precipitação (mm)                                           | 62,2                                                        | 94,8                                                        | 50,1                                                        | 22,4                                                        | 27,0                                                        | 20,7                                                        | 11,1                                                        | 4,9                                                         | 1,3                                                         | 0,9                                                         | 2,7                                                         | 17,9                                                        | 314,4                                                       |
| Dias com precipitação                                       | 5,2                                                         | 7,2                                                         | 4,5                                                         | 2,0                                                         | 3,2                                                         | 3,0                                                         | 2,1                                                         | 1,2                                                         | 0,9                                                         | 0,8                                                         | 0,6                                                         | 1,9                                                         | 32,6                                                        |
| Umidade relativa (%)                                        | 51                                                          | 53                                                          | 45                                                          | 37                                                          | 36                                                          | 35                                                          | 32                                                          | 31                                                          | 31                                                          | 35                                                          | 39                                                          | 45                                                          | 39                                                          |
| Fonte:                                                      |                                                             |                                                             |                                                             |                                                             |                                                             |                                                             |                                                             |                                                             |                                                             |                                                             |                                                             |                                                             |                                                             |

## Infraestrutura

### Baía
A baía de Port Hedland é administrada pela Pilbara Ports Authority, uma instituição estadual. A sede da autoridade portuária, torre de controle e heliporto estão em Mangrove Point, pouco a oeste da Esplanade na região oeste da cidade. Os reboques, a alfândega e o embarcadouro estão em Laurentius Point. Os cais da baía estão dos dois lados – Finucane Island a oeste Port Hedland a leste. O acesso à baía se dá por um canal estreito e encurvado.